# Eucosma fuscida
Eucosma fuscida is een vlinder uit de familie bladrollers (Tortricidae). De wetenschappelijke naam is voor het eerst geldig gepubliceerd in 1966 door Kuznetsov.
De soort komt voor in Europa.